# Епископ славонски Сава
Сава (световно Сава Јурић; Чикаго, 27. фебруар 1942) умировљени је епископ славонски.

## Биографија
Рођен је 27. фебруара 1942. године у Чикагу (САД) од оца Антонија и мајке Љубице (рођ. Докманац). Завршио основну школу и потом гимназију у Чикагу.
Примљен за искушеника у манастиру Св. Сава у Либертивилу 1958. године. Након тога је похађао Богословску академију Св. Тихона у Јужном Канану, Пенсилванија, од септембра 1960. до новембра 1962. За време одслужења војног рока у америчкој војсци студирао је на институту за стране језике у Монтереју, Калифорнија, 1963—1964.
Монашки постриг је примио 15. фебруара 1964. године, а дан касније ђаконски чин у Цркви Св. Саве у Џексону, Калифорнија. У чин презвитера је рукоположен 23. фебруара 1964. године у Храму Св. Јована Крститеља у Сан Франциску.
Дана 4. јула 1982. произведен у чин синђела, у чин протосинђела — 1. новембра 1984. године. Дана 9. маја 1988. у манастиру Св. Марка, Шефилд Лејк, Охајо, произведен у чин игумана, а 18. децембра 1988. у Храму Св. Ђорђа у Кабрамати (Сиднеј) произведен у чин архимандрита.
У децембру 1988. постављен за архијерејског заменика Епархије аустралијско-новозеландске Слободне српске православне цркве и на тој дужности је остао до јуна 1992. Током овог периода, за време обављања дужности архијерејског заменика, саграђена је Црква Св. Саве, Нови Каленић.
Од јуна 1992. постаје сабрат манастира Нова Грачаница до јуна 1994.

## Епископ
Дана 7. јуна 1994. изабран је за епископа аустралијско-новозеландског Митрополије новограчаничке од Светог архијерејског сабора Српске православне цркве и рукоположен 17. јуна 1994. године у манастиру Нова Грачаница. Чин архијерејске хиротоније обавио је патријарх Павле уз учешће митрополита новограчаничког Иринеја и епископа: нишког Иринеја, славонског Лукијана, канадског Георгија и горњокарловачког Никанора.
На трону епископа славонског, као 21. епископ ове мученичке Епархије, владика Сава је од 14. маја 1999. године.
Епископ Сава је неколико пута био злостављан физички и опљачкан, а његова епархија пролази праву голготу и изложена је стално нападима од стране оних којима смета православље у Хрватској.
Поднео је 19. септембра 2013. оставку на архијерејску службу и умировљен је 1. новембра 2013. године.